# کرلیکییمه
کرلیکییمه (به لهستانی:  Krelikiejmy) یک روستا در لهستان است که در گمینا بارچیانه واقع شده‌است. کرلیکییمه  ۱۵۰ نفر جمعیت دارد.